# ウランバートルのブックフェア

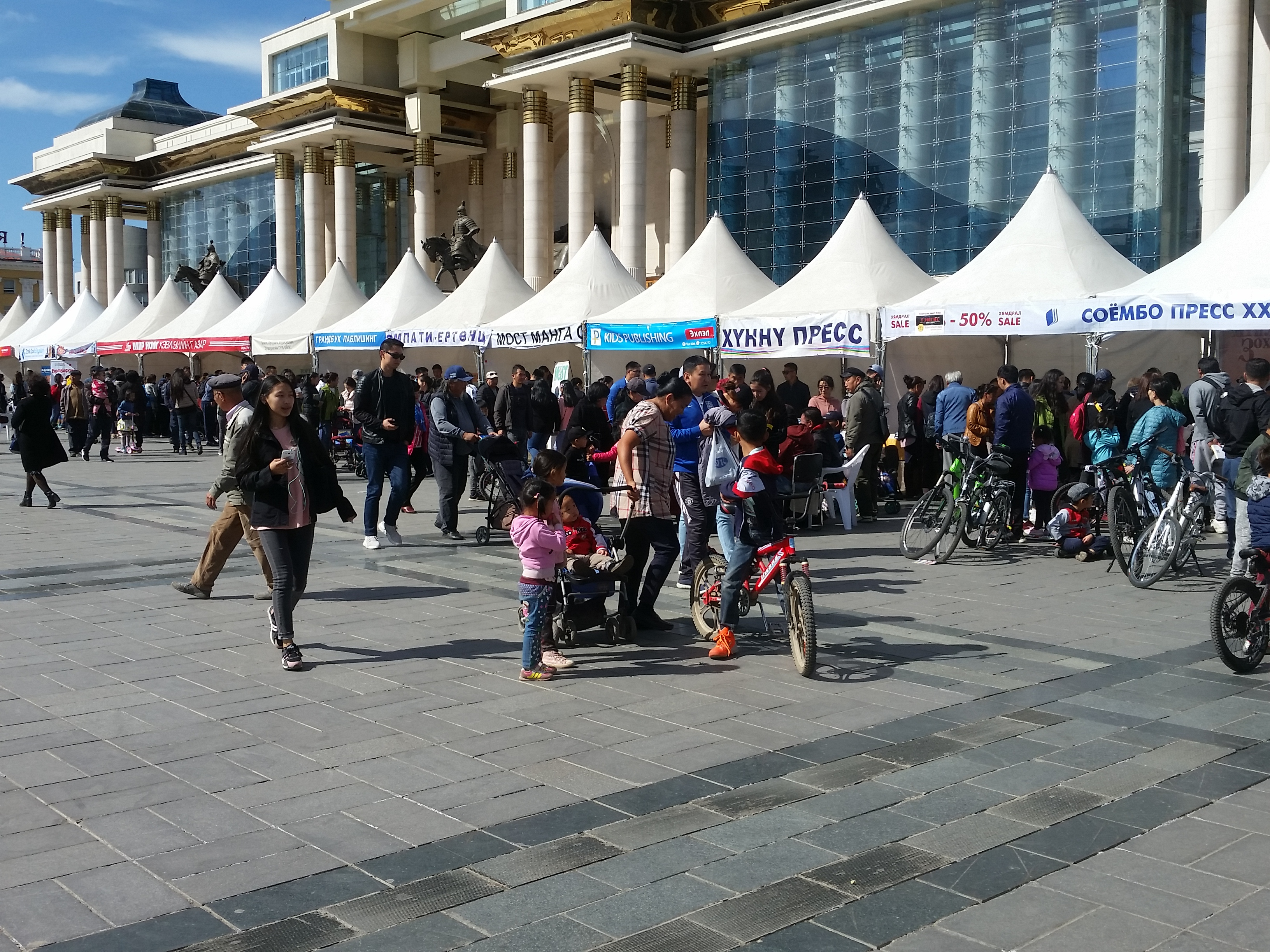
ウランバートルのブックフェア

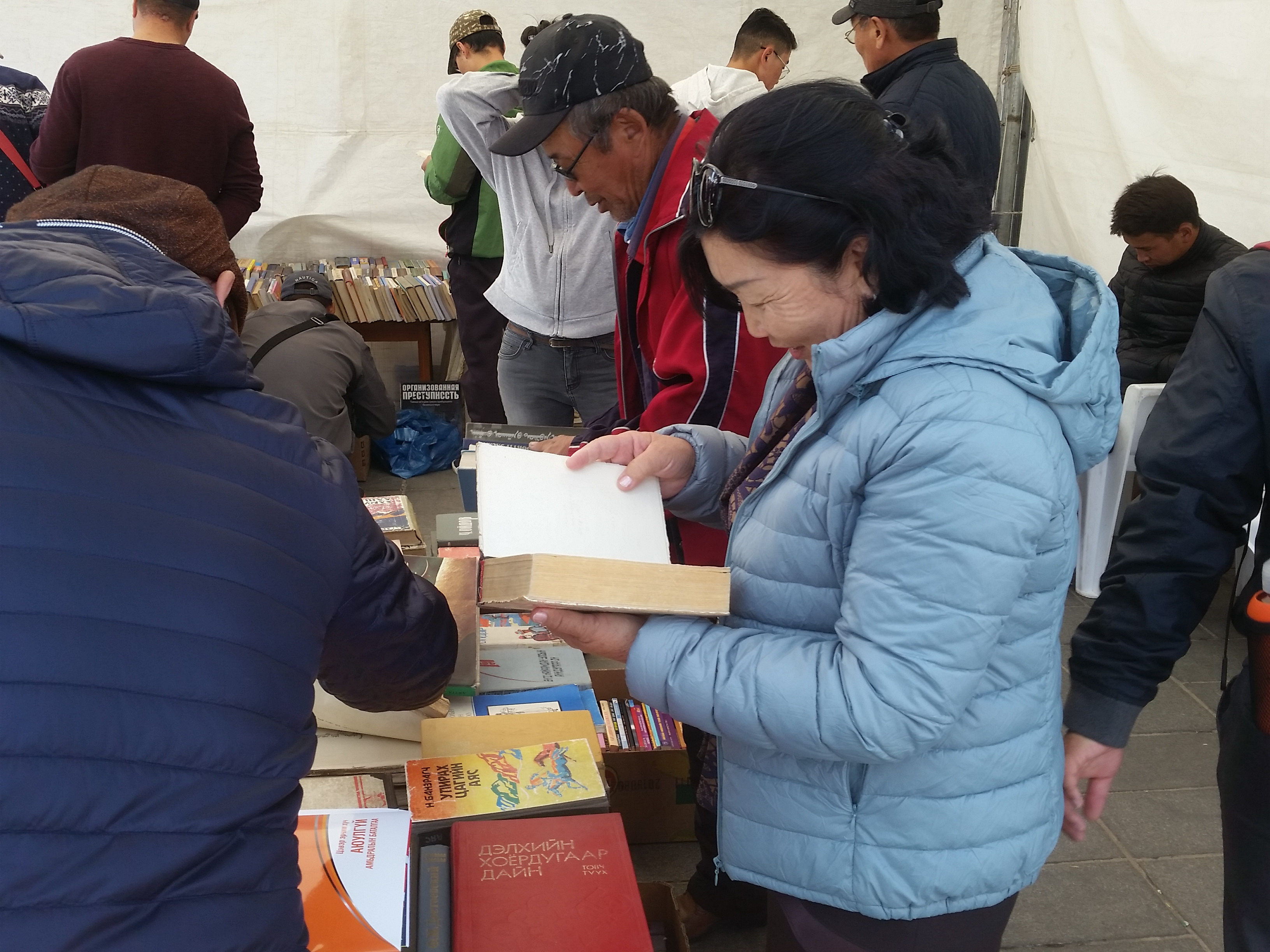
ブックフェア中に本を読む読者

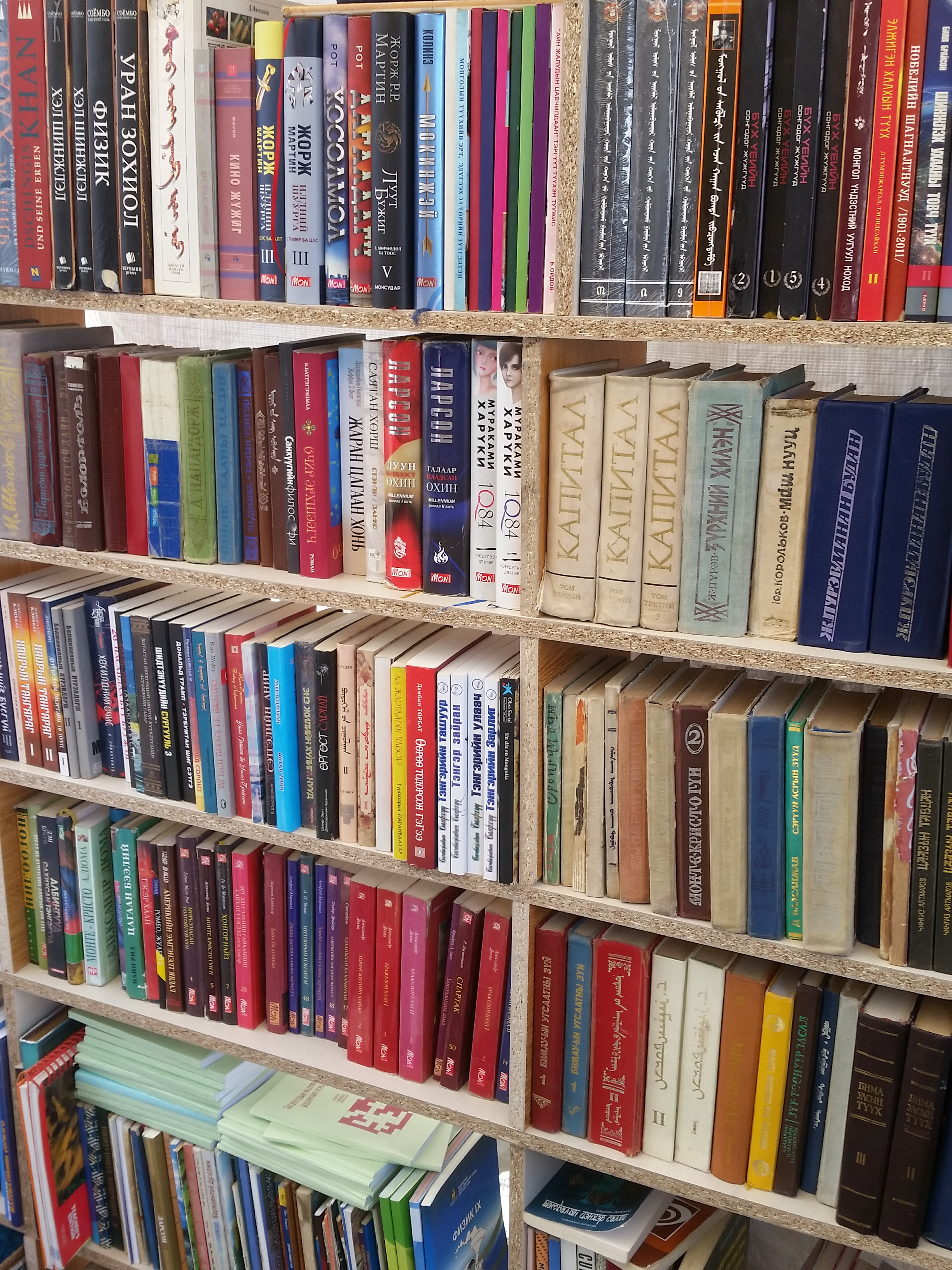
ブックフェア中に古い本の販売と交換も行われる

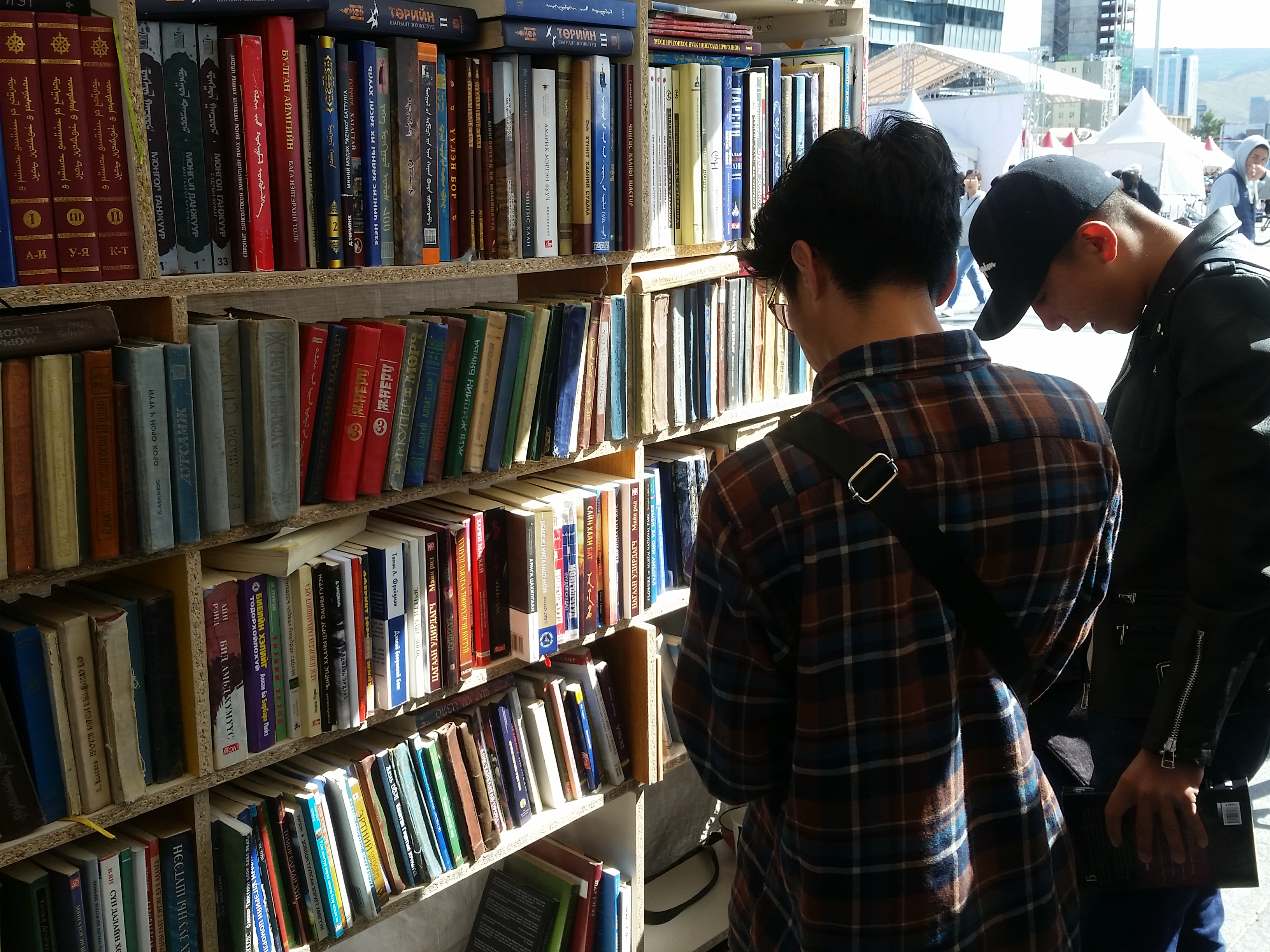
ブックフェア中に本を読む読者

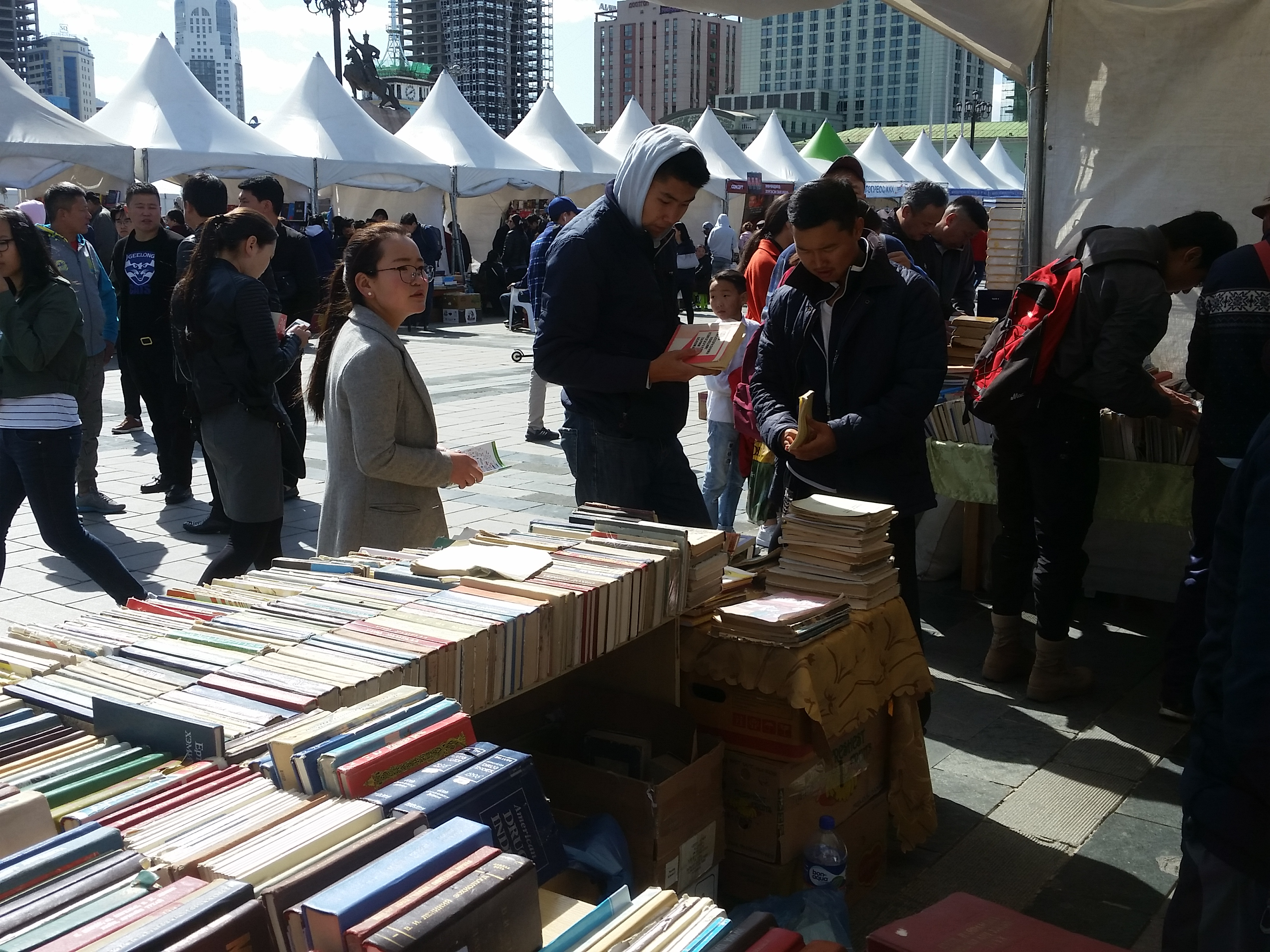
ブックフェア中に本を読む読者

ウランバートルのブックフェアは、ウランバートルにて毎年5月と9月に開催されるブックフェア。 300人を超える著者と120を超える出版社および関連組織がこのイベントに参加している。 
このイベントは、市の文化部と教育省が主催している。 このブックフェアにより、読者は最新の本に慣れ親しみ、著者に会い、ブックトークに参加し、ネットワークを築き、本の文化的経験を広げることができる。

## 参照
1. ↑  “National Book Festival to take place this weekend” (英語). MONTSAME News Agency. 2025年3月27日閲覧。
2. ↑  myagmardorj (0001年11月30日). “Ulaanbaatar Book Fair opens on Sukhbaatar square - News.MN” (英語). News.MN - The source of news. 2025年3月27日閲覧。
3. ↑  gogo.mn. “'Ulaanbaatar Book Fair' to be celebrated at Chinggis square” (英語). gogo.mn. 2025年3月27日閲覧。